# 체나브강

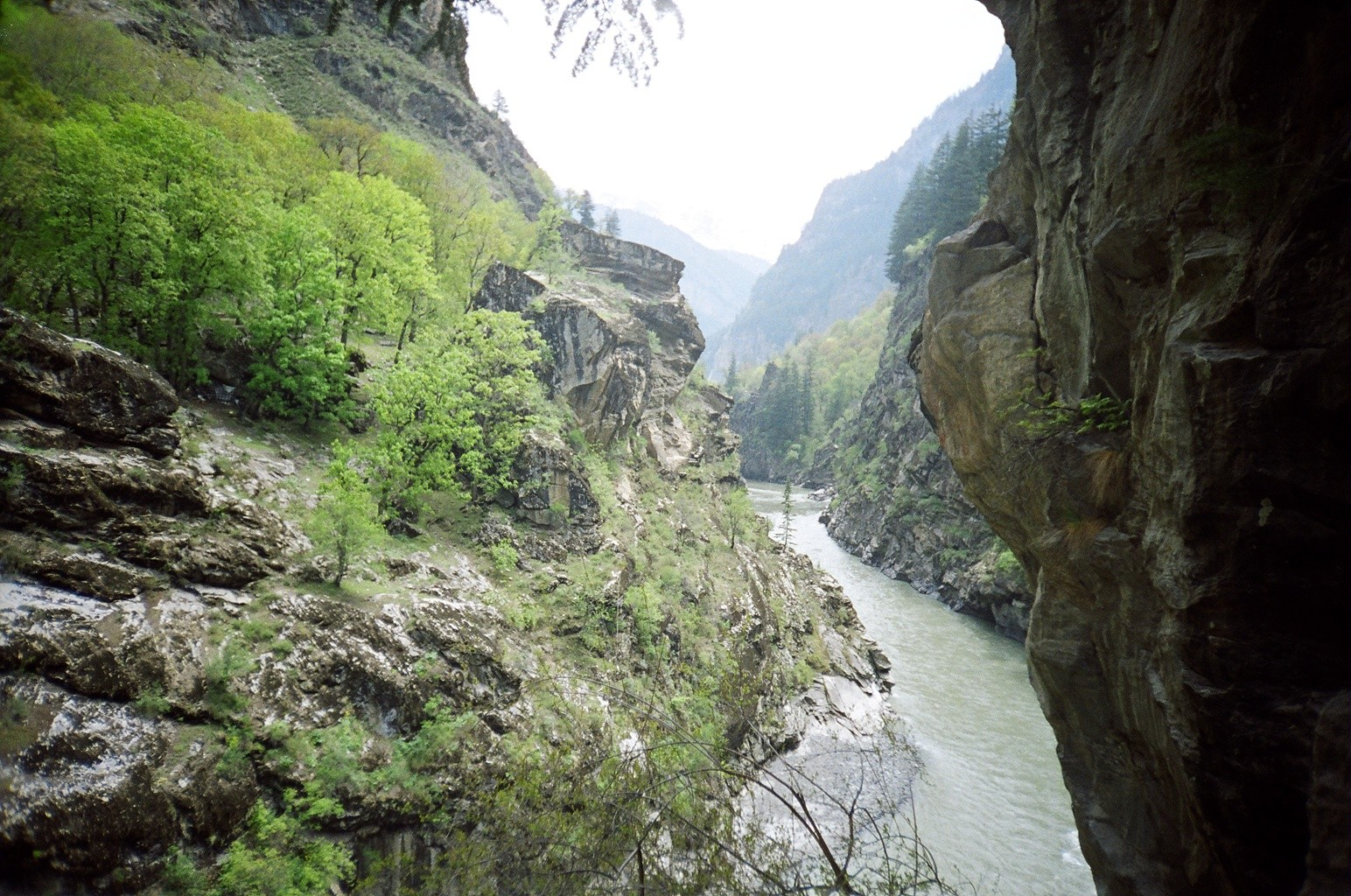

체나브강(펀자브어: ਚਨਾਬ, canāb, 힌디어: चनाब)은 찬드라강이 합류하면서 생겨난 강으로 인도의 잠무 카슈미르 연방직할지 근처에 위치한다. 물길이 시작되면 펀자브 지방 평원으로 흘러들어간다. 트리무 지역의 젤룸강에 있다가 아마드푸르라는 곳의 라비강과 만난다. 후에 수틀레지강과 만나서 근처에 5개 강이 만나는 수륙지대를 이룬다. 나머지 한 강은 페로제푸르 근처의 삿루즈강이다.
다섯 강 이후에는 미탄콧 지역에서 인더스강과 합류하며 그 이전까지 전체 길이는 960km이다. 인더스강 조약에 따라 체나브강 수원은 파키스탄에 할당된다.
기원전 325년 알렉산더 대왕이 인도 정복에 착수하면서 현재의 우크 샤리프를 당시 '인도의 알렉산드리아'로 건설하였고 인더스강과 펀자브 지방 강들이 합류하는 지점에 고대 도시의 기틀을 다졌다..
체나브강은 펀자브 지역의 사람들에겐 오스트리아, 독일 사람들이 생각하는 다뉴브강과 마찬가지로 고대부터 내려온 신화나 전설에 연관되는 곳이다.
최근 인도 정부가 수력 발전소를 강 유역에 댐과 함께 설치하려는 계획을 시작했다. 바길라르 수력발전소 프로젝트를 시작하면서 인더스 유역 개발이 시작된 셈이다. 이 때문에 파키스탄에서는 인도 정부가 체결 조약을 어기고 강 유역을 독점하려는 야욕을 보이고 있다고 겨루고 있다. 인도 정부는 이에 대해 일축하고 있다.

## 같이 보기
- 베아스강
- 인더스강
- 젤룸강
- 라비강